# .py
.py е интернет домейн от първо ниво за Парагвай. Представен е през 1991. Администрира се от NIC Paraguay.

## Второ ниво домейни
- org.py
- edu.py
- mil.py
- gov.py
- net.py
- com.py